# 鄭頌衡
鄭頌衡（CHENG Chung Hang, Joan，1994年9月6日—），香港女子保齡球運動員。

## 簡歷
2013年6月，鄭頌衡贏得第39屆香港國際保齡球公開賽青少年優秀賽第一名。同年9月，她在香港舉行的第17屆亞洲青少年保齡球錦標賽，奪得一面女子全能賽銅牌。
2014年8月，鄭頌衡正式轉為全職運動員。同年9月，她代表中國香港參加南韓仁川舉行的亞運會保齡球比賽。